# Cveto Močnik
Cveto Močnik (partizansko ime Florijan), pravnik, slovenski partizan, politični komisar in narodni heroj, * 1. maj 1914, Ljubljana, † 26. april 1943, Golobar.
Pred vojno se je ukvarjal s športom; tako je bil državni reprezentant v smučanju (med drugim je bil tudi mednarodni študentski prvak) in kajakaštvu, ukvarjal pa se je tudi s športnim novinarstvom.
Močnik se je pridružil NOBu septembra 1941. Marca 1942 je postal politični komisar Rakovške čete, junija istega leta pa Kočevskega odreda. Nato je odšel na Primorsko, kjer je postal prvi politični komisar Gradnikove brigade. Padel je med bitko na Golobarju.
Bil je poročen s kasnejšo pediatrinjo Zoro Konjajevo (takrat še kot Zora Močnik, r. Stritar) in z njo je imel hčerko Cvetko. Po njem so poimenovali leta 1949 ustanovljeno Pomorsko brodarsko društvo Cveto Močnik, današnji Jadralni klub Ljubljana.